# The Winter's Tale (мініальбом)
The Winter's Tale — це особливий різдвяний альбом, а також шостий мініальбом південнокорейського чоловічого гурту BtoB. Вони випустили промо-сингл «You Can Cry» 3 грудня 2014 року і після цього випустили головний сингл «The Winter's Tale». Заголовну пісню написали учасники Чон Ільхун та Ім Хьоншік. У Південній Кореї станом на березень 2019 було продано 35 831 копій альбому.
Пісня «Drink!» була заборонена для показу на MBC через те, що вона містить непристойні тексти, що спонукають до надмірного вживання алкоголю.

## Список композицій
| #     | Назва                                     | Автор слів                                             | Автор музики            | Аранжування                            | Тривалість |
| ----- | ----------------------------------------- | ------------------------------------------------------ | ----------------------- | -------------------------------------- | ---------- |
| 1.    | «You Can Cry» (울어도 돼)                 | Jerry L., Han Hee-jun, Lee Minhyuk, Jung Il-hoon       | Jerry L., Han Hee-jun   | Jerry L.                               | 3:38       |
| 2.    | «울면 안 돼» (The Winter's Tale)          | Im Hyunsik, Jung Ilhoon, Lee Minhyuk, Peniel           | Im Hyunsik, Jung Ilhoon | Son Yeong-jin, Im Hyunsik, Jung Ilhoon | 4:18       |
| 3.    | «한 모금» (One Sip)                       | GOOD LIFE, Lee Minhyuk, Jung Ilhoon, Peniel            | GOOD LIFE               | GOOD LIFE                              | 3:51       |
| 4.    | «마셔!» (Drink!)                          | Jung Ilhoon, Lee Minhyuk, Peniel                       | Jung Ilhoon, Im Hyunsik | Jung Ilhoon                            | 4:11       |
| 5.    | «크리스마스라서» (Because It's Christmas) | Son Yeong-jin, FERDY, Jung Ilhoon, Lee Minhyuk, Peniel | Son Yeong-jin, FERDY    | Seo Jaewoo                             | 3:47       |
| 19:43 |                                           |                                                        |                         |                                        |            |

## Чарти
| Чарт                     | Позиція |
| ------------------------ | ------- |
| Gaon Weekly Album Chart  | 2       |
| Gaon Monthly Album Chart | 3       |
| Gaon Yearly Album Chart  | 75      |
| Five Music (Тайвань)     | 12      |